# Jelka van Houten
Jelline Floriska (Jelka) van Houten (Culemborg, 1 september 1978) is een Nederlands actrice, zangeres en presentatrice. Van Houten speelt in verschillende film- en televisieproducties en brak definitief door met haar rol in de musical Turks Fruit, waarvoor ze de John Kraaijkamp Musical Award voor beste vrouwelijke hoofdrol in een kleine productie in de wacht sleepte. In 2010 won Van Houten opnieuw een John Kraaijkamp Musical Award, in de categorie beste vrouwelijke bijrol in een kleine productie voor Dromen... zijn bedrog.

## Biografie
Van Houten is de jongste dochter in een creatief gezin en stond al op jonge leeftijd op de planken. Ze is de twee jaar jongere zus van actrice Carice van Houten.
Van Houten is opgeleid als artdirector. Ze verzorgde onder andere de rekwisieten voor de AVRO-serie Spoorloos verdwenen.
Ze zong in verschillende bands en speelde rollen in diverse film-, en televisieproducties, waaronder Bitches, Dennis P., Shouf Shouf!, Zomerhitte en de internationaal bekroonde korte film Raak van regisseur Hanro Smitsman, die onder meer de Gouden Beer voor beste korte film won op Duitse filmfestival Internationaal filmfestival van Berlijn, een van de belangrijkste internationale filmfestivals ter wereld.
In 2006 vertolkte Van Houten een gastrol in de televisieserie 't Schaep met de 5 pooten, een succesvolle remake van de gelijknamige serie uit de jaren zestig. Na Turks Fruit stond Van Houten opnieuw op de planken in verschillende musicals, waaronder Hair, Verplichte Figuren en Dromen... zijn bedrog.
In 2011 speelde Van Houten een vaste gastrol in het derde seizoen van de serie Verborgen gebreken. Hierin nam zij de rol van de nieuwe makelaar Linda voor haar rekening.
In 2012 was Van Houten te zien in de bioscoopfilm The Domino Effect, over de gevolgen van de kredietcrisis, geregisseerd door Paula van der Oest.
Van 2014 tot 2018 speelde ze onder haar eigen naam Jelka in de comedy serie Jeuk, waarvan vijf seizoenen door de VARA werden uitgezonden.
Op het toneel was Van Houten in 2011 te zien in de vrouwenproductie High Heels in Concert, samen met Birgit Schuurman, Lucretia van der Vloot en Dennis. De vier vrouwen namen het publiek op een columnachtige manier mee langs typisch vrouwelijke onderwerpen, zoals winkelen, lunchen, sauna, seks, nieuwe aanwinsten, ‘carrière of toch kinderen?’ en mannen. In januari 2015 was van Houten te zien in de miniserie Gouden Bergen.
In oktober 2015 werd haar eerste cd, Hard Place for a Dreamer, uitgebracht.
Van Houten heeft een relatie met Henry van Loon. In 2020 beviel ze van een dochter.  Januari 2024 zijn zij verloofd. Februari 2025 zijn ze getrouwd. Ze heeft een zoon en een dochter uit een eerdere relatie.

## Filmografie

### Film
- 2022: Ome Cor - Janny
- 2019: De Liefhebbers - Laura
- 2019: Huisvrouwen bestaan niet 2 - Marjolein
- 2019: Baantjer het Begin - Wachtcommandant Selma
- 2019: De club van lelijke kinderen - moeder van Paul
- 2019: Vals - moeder van Kim
- 2017: Smurfs: The lost village - Wilgensmurf, stem
- 2017:  Huisvrouwen bestaan niet - Marjolein
- 2017: Het Verlangen - Mariska van Loo
- 2016: Familieweekend - Fleur
- 2016: Hart Beat - Inge
- 2015: Mannenharten 2
- 2015: Jack bestelt een broertje - Sanne
- 2013: Midden in de winternacht - Kirsten
- 2013: Mannenharten - Melanie
- 2012: Jackie - Daan
- 2012: The Domino Effect - Antoinette
- 2011: Life Is Beautiful - Submarine
- 2010: Verre Vrienden - Machteld
- 2009: De Indiaan - Zwangere vrouw
- 2008: Zomerhitte - Jara
- 2007: Dennis P. - Collega Suzan
- 2007: Anna - Brecht
- 2006: Raak - Ingrid
- 2005: Een ingewikkeld verhaal, eenvoudig verteld - Mai
- 2004: Schat - Fountain girl
- 2001: Liefje (film) - Esther Valkhof

### Televisie
- 2025: Make Up Your Mind - eenmalig gastpanellid
- 2024: Sterren op het Doek - gast
- 2024: Doet-ie 't of doet-ie 't niet - captain
- 2023: LOL: Last One Laughing - deelneemster
- 2023: De Poli - Esther
- 2023-2024: All Against 1 - presentatrice
- 2023: I Can See Your Voice - eenmalig gastpanellid
- 2023: Jelka Op Eigen Houtje - presentatrice
- 2023: Make Up Your Mind - eenmalig gastpanellid
- 2023: Tough as Nails Nederland - presentatrice
- 2022: The Masked Singer Oud en Nieuwspecial - Kandidaat, als Kerstboom (tweede afvaller)
- 2022-heden: Tropenjaren - Rosa Klein
- 2021: Adem in, Adem uit - Jolanda
- 2020: Niks te melden - Sandra
- 2020: Barrie Barista En Het Einde Der Tijden - Stephanie
- 2019-2020: Baantjer het Begin - Wachtcommandant Selma
- 2019: Harkum - Ada
- 2019: Random Shit - Helma
- 2018: Superstar Chef - deelneemster
- 2018: Foute vriendinnen - als zichzelf
- 2018: De TV Kantine - Roxeanne Hazes, Ilse Warringa & Esmée van Kampen
- 2017: The Big Music Quiz - deelneemster
- 2017: Vier handen op één buik - deelneemster
- 2016: Talenten Zonder Centen - deelneemster
- 2016: Celebrity Stand-Up - deelneemster
- 2016: Zullen we een spelletje doen? - deelneemster
- 2015: Top 2000 Quiz - deelneemster
- 2015: Trollie - Berber[9]
- 2015: Gouden Bergen - Noortje
- 2014-2018: Jeuk - Jelka
- 2013: Aaf - Jacky
- 2012: Fresh Meat (C4 - UK) - Sabine
- 2012: Wat als? - Verschillende rollen
- 2011: Mixed Up - Fay, de vrouw van David
- 2011: Verborgen gebreken - Linda
- 2010: One night stand: Verre Vrienden - Machteld
- 2009: Shouf Shouf! De serie - Alex Verhoeven
- 2007: Gooische Vrouwen - Bella
- 2006: 't Schaep met de 5 pooten - Rosita Lefèvre
- 2006: Rozengeur & Wodka Lime - Judith (gastrol)
- 2005: Bitches - Esther de Vries (gastrol)
- 2004: Costa! aflevering: Zon, Zee, Seks en Eendagsvliegen
- 2002: Waardenberg en De Jong - Big Terminal - Sylvia

### Theater
- 2019-2020: De Verleiders Female
- 2018-2019: Expeditie Eiland
- 2017: De Marathon
- 2013-2014: Garland & Minelli
- 2012: C3
- 2011: High Heels in Concert - Vivian
- 2009: Dromen zijn bedrog
- 2008: Verplichte Figuren
- 2007: Hair - Sheila
- 2007: Iets
- 2006: Sexual perversity (Seks & Liefde)
- 2005: Turks fruit - Olga

## Discografie

### Albums
| Album met eventuele hitnotering(en) in de Nederlandse Album Top 100 | Datum van verschijnen | Datum van binnenkomst | Hoogste positie | Aantal weken | Opmerkingen |
| ------------------------------------------------------------------- | --------------------- | --------------------- | --------------- | ------------ | ----------- |
| Hard place for a dreamer                                            | 2015                  | 07-11-2015            | 45              | 1            |             |

## Trivia
- Sinds november 2009 schrijft Van Houten maandelijks een column voor het blad Ouders van Nu.

- Gemeinsame Normdatei: 117494630X
- International Standard Name Identifier: 0000 0003 8747 3312
- MusicBrainz: c6f15e23-d4d2-4f35-bb1e-5aabfba32c2e
- Nederlandse Thesaurus van Auteursnamen: 318661020
- Virtual International Authority File: 280406064